# Гудеевые
Гудеевые (лат. Goodeidae) — семейство лучепёрых рыб отряда карпозубообразных, эндемичных для Мексики и некоторых районов США. Содержит около 50 видов в 18 родах. Семейство названо в честь ихтиолога Джорджа Брауна Гуда (1851—1896).

## Распространение
Семейство разделено на два подсемейства, Goodeinae и Empetrichthyinae. Goodeinae являются эндемиками мелководных пресноводных местообитаний в Мексике, особенно вдоль области Меса-Сентрал (особенно бассейн реки Лерма, более мелкие реки непосредственно к югу от него и внутренние районы вокруг долины Мехико), некоторые виды встречаются в солоноватых краях на побережье Тихого океана и на севере до центрального Дуранго, центрального Синалоа и северного Сан-Луис-Потоси. Существует около 45 видов Goodeinae в 16 родах (некоторые перечисляют 2 дополнительных рода). Empetrichthyinae встречаются в юго-западной части Большого Бассейна в Неваде, США, и содержат 4 вида в 2 родах.

## Описание
Они могут достигать 20 см в длину, хотя большинство видов намного меньше, около 5 см. У них внутреннее оплодотворение, при котором самцы располагаются с помощью гибкой части переднего анального плавника, отделенной выемкой, которая составляет андроподий. Эмбрионы вылупляются из яйца внутри овариального фолликула и обладают трофотениями, лентовидными структурами, которые появляются из клоаки перед анальным плавником на вентральной поверхности молоди. Они позволяют усваивать питательные вещества внутри яичника (матротрофия) и сбрасываются молодью вскоре после рождения. Самки не хранят сперму, поэтому каждой беременности должно предшествовать спаривание.

## Жизненный цикл и эволюция
Большинство представителей семейства живородящие. Семейство включает ряд популярных аквариумных рыб, например, Xenotoca eiseni. Недавние филогенетические исследования установили возраст этого семейства примерно в 16,5 миллионов лет, причем большая часть расхождений произошла в миоценовый период. Многочисленности видов этого семейства можно объяснить историческими вулканическими и геологическими нарушениями в этом регионе, которые создали подходящие условия для аллопатрического видообразования рыб.

## Подсемейства и роды
Семейство включает следующие подсемейства и роды:
Subfamily Empetrichthyinae
- Crenichthys
- Empetrichthys

Subfamily Goodeinae
- Allodontichthys
- Alloophorus
- Allotoca
- Ameca
- Ataeniobius
- Chapalichthys
- Characodon
- Girardinichthys
- Goodea
- Hubbsina
- Ilyodon
- Skiffia
- Xenoophorus
- Xenotaenia
- Xenotoca
- Zoogoneticus